# Колчин, Борис Андреевич
Борис Андреевич Колчин (2 августа 1907, село Калинино, Малмыжский уезд, Вятская губерния — 20 февраля 1969, Пенза) — советский руководящий работник высшей школы. Директор Пензенского педагогического института имени В.Г. Белинского с 1957 по 1960 гг. 

## Биография
Родился 2 августа 1907 года в селе Калинино Малмыжского уезда Вятской губернии.
В 1926 году окончил Малмыжский педагогический техникум. В 1934 году окончил Ленинградский педагогический институт имени А.И. Герцена.
С 1936 года Борис Андреевич работал в Пензе заместителем директора по учебной работе педагогического училища и преподавал педагогику.
С ноября 1943 года он работал заведующим отделом школы Пензенского обкома ВКП(б), а с 23 марта 1948 года — секретарем обкома.
С февраля 1950 года Борис Андреевич являлся старшим преподавателем истории партии Пензенской областной партийной школы, с 20 марта — заведующим кафедрой марксизма-ленинизма, с ноября 1955 года — директором областной партийной школы.
14 ноября 1957 года Борис Андреевич Колчин был назначен директором Пензенского государственного педагогического института имени В.Г. Белинского. 
В апреле 1960 года он перешел на должность заведующего кафедрой истории КПСС, которую возглавлял до 1964 года.
В 1955 году он стал кандидатом исторических наук. В 1959 году присвоено учение звание «доцент».
Б.А. Колчина не стало 20 февраля 1960 года. Похоронен в Пензе.

## Награды
- Орден Трудового Красного Знамени;
- Медаль «За доблестный труд в Великой Отечественной войне 1941—1945 гг.».